# Письма махатм А. П. Синнетту
«Письма А. П. Синнетту от Махатм М. и К. Х.» (англ. The Mahatma Letters to A. P. Sinnett from the Mahatmas M. & K. H.) — книга, впервые опубликованная в 1923 году в Лондоне издательством «T. Fisher Unwin Ltd». Была составлена и отредактирована членом Теософского Общества Адьяр Альфредом Тревором Баркером. Как утверждают теософы, Альфред Перси Синнетт с 1880 по 1884 годы получил при посредничестве Е. П. Блаватской более сотни писем от тибетских махатм Мории и Кут Хуми. После смерти Синнетта, которому была адресована большая часть писем, они были переданы его душеприказчице — Мод Хоффман. Далее она обратилась к Баркеру с просьбой о подготовке этих писем к публикации и их издании. С 1939 года оригиналы писем хранятся в Британской библиотеке в Лондоне.
Некоторые учёные отмечали, что имеется мало доказательств того, что «махатмы» Блаватской когда-либо существовали. Многие авторы выражали сомнение по поводу источников информации, сообщаемой теософами. В частности, К. Пол Джонсон утверждал, что «махатмы», о которых писали теософы и чьи письма представили, в действительности являются идеализациями людей, которые были менторами Блаватской. Джонсон заявил, что Кут Хуми — это Такур Сингх Сандханвалиа, член Сингх Саба, Индийского национально-освободительного движения и реформаторского движения сикхов. Махатма Мориа — это Махараджа Ранбир Сингх из Кашмира, который умер в 1885 году.

## Начало переписки с Махатмами

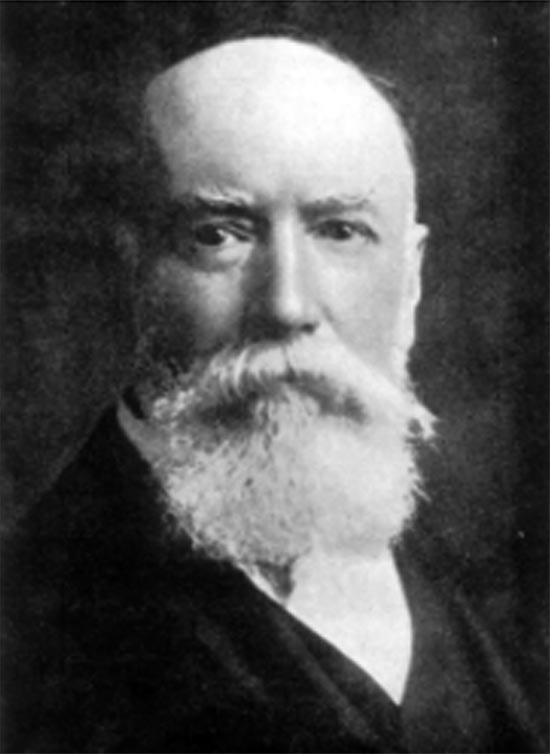
А. П. Синнетт (1840—1921)

В 1880 году редактор ведущей англо-индийской газеты «The Pioneer» А. П. Синнетт и
высокопоставленный чиновник английской администрации в Индии А. О. Хьюм при посредничестве Е. П. Блаватской начинают переписку с махатмами. Через год Синнетт опишет это в своей книге «Оккультный мир» так:

Я написал письмо, адресовав его «Неизвестному Брату», и передал мадам Блаватской, чтобы посмотреть, выйдет ли из этого что-нибудь. Моя идея оказалась необычайно удачной, ибо это робкое начинание вылилось в самую интересную переписку, в которой я когда-либо имел честь состоять.
Альфред Перси Синнетт считал, что существует надёжный способ убедить в истинности оккультных феноменов многих сомневающихся, поэтому в своём первом письме он предложил махатмам произвести опыт, который, по его мнению, был бы достаточно убедительным и мог бы рассеять сомнения даже самого закоренелого скептика. Феномен заключался в доставке в Индию номера лондонской «Таймс» в тот же день, когда газета будет отпечатана в Англии и одновременно с этим в Лондоне должен был появиться выпуск аллахабадской газеты «Пионер» за то же самое число.
Предложение Синнетта не было принято. Махатма Кут Хуми объяснил это так:

«Уважаемый Брат и Друг, именно потому, что опыт с Лондонской газетой заставил бы замолчать скептиков, — он немыслим. С какой бы точки зрения вы не взглянули — мир всё ещё в своей первой стадии освобождения, если не развития, следовательно, не готов…
Успех подобной попытки должен быть рассчитан и основан на знании людей, вас окружающих. Он полностью зависит от социальных и моральных условий людей, при их касании к этим глубочайшим и наиболее сокровенным вопросам, могущим взволновать человеческий ум, о божественных силах в человеке и возможностях, заключающихся в природе. Многие ли, даже среди ваших лучших друзей, тех, которые окружают вас, более, нежели только поверхностно, заинтересованы этими непонятными сокровенными проблемами? Вы могли бы их пересчитать по пальцам. Ваша раса гордится освобождением в этом столетии гения, так долго заключённого в тесный сосуд догматизма и нетерпимости, гения знания, мудрости и свободы мысли. Она говорит, что, в свою очередь, невежественные предрассудки и религиозное изуверство, закупоренные в бутыль наподобие злому джинну древности и запечатанные Соломонами от науки, покоятся на дне морском и никогда больше не смогут выбраться на поверхность и царствовать над миром, как это было в дни оны; что общественный разум совершенно свободен и, одним словом, готов воспринять любую указанную истину. Но действительно ли это так, мой уважаемый друг?»— Из Письма К.Х. (Letter № I)

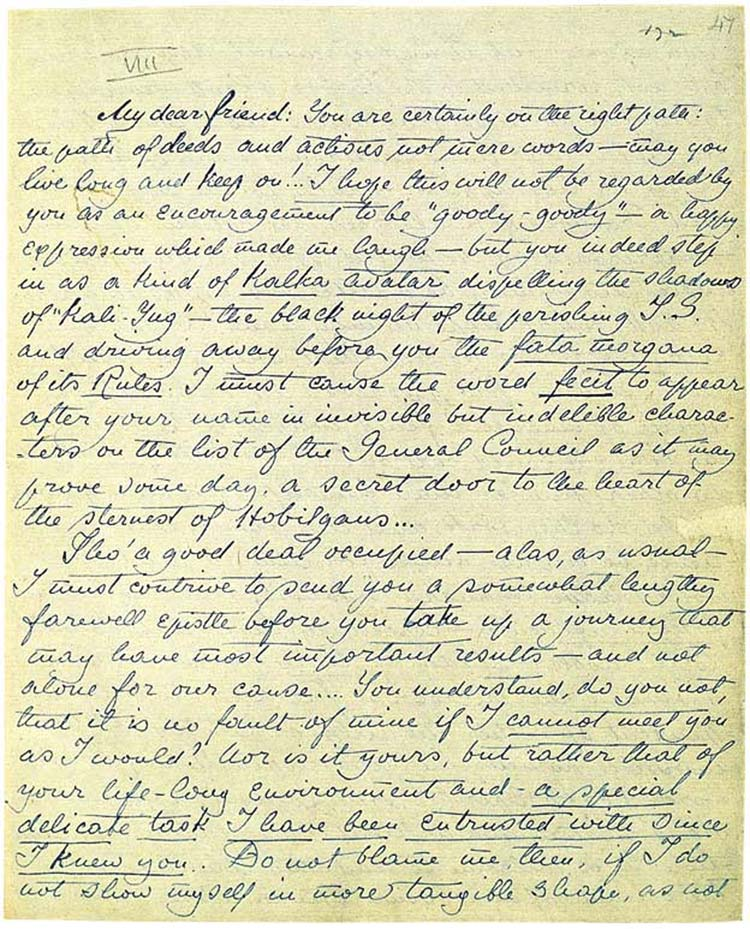
Начало письма К. Х.(Letter № VIII)

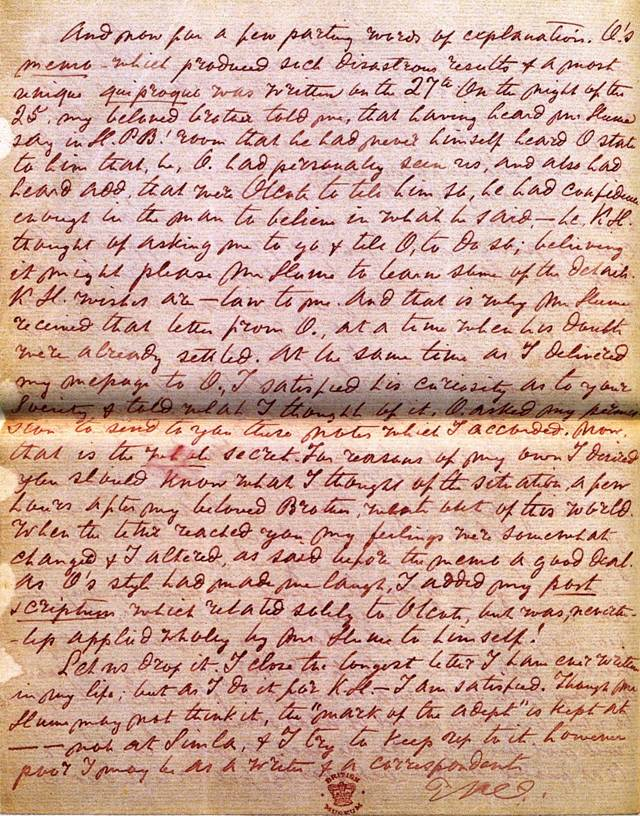
Окончание письма М.(Letter № XXIX)

В своей второй книге «Эзотерический буддизм», созданной на основе писем махатм, Синнетт писал, что развитие духовных способностей, обладание которыми связано с наивысшими целями оккультной жизни, приносит с собою, по мере продвижения вперёд, значительное количество побочных знаний, связанных с малоизвестными физическими законами природы. Эти знания, а также связанное с ними практическое искусство управления некоторыми таинственными силами природы, наделяют адепта и даже его учеников, находящихся на сравнительно ранних этапах своего оккультного обучения, такими экстраординарными способностями, что их использование в повседневной жизни порою влечёт за собой результаты, которые могут показаться чудесными. А поскольку, с точки зрения стороннего человека, обретение «кажущихся чудесными способностей уже само по себе выглядит величайшим достижением, многие склонны полагать, что адепт стремится приобщиться к оккультному знанию исключительно для того, чтобы этими способностями овладеть. Однако с тем же успехом можно было бы сказать о каждом патриоте, защищавшем своё отечество с оружием в руках, что он стал солдатом только для того, чтобы носить нарядный мундир и производить впечатление на горничных».

## Содержание книги

### О планетных цепях

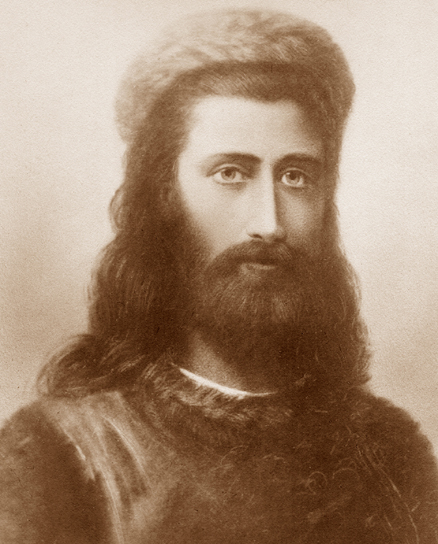
Портрет воображённого Учителя Кут Хуми.
Художник Герман Шмихен, 1884

Махатма Мориа пишет, что хотя период полного цикла эволюции почти невыразимо велик, всё же он является определённым сроком, и в течение этого времени должен быть завершён весь порядок развития или, используя оккультную фразеологию, «погружение духа в материю и его возвращение». Ожерелье, где каждая бусина есть планета, — известная иллюстрация. Жизненный импульс начинается с каждой манвантарой (мировым циклом), чтобы развить первый из этих миров, усовершенствовать его и последовательно населить всеми эфирными формами жизни.
Совершив в этом первом мире семь циклов, или смен развития, в каждом из царств, эволюция проходит далее вниз по дуге, чтобы подобным же образом развить следующий мир в цепи, усовершенствовать его и оставить; затем следующий, и так далее до тех пор, пока семикратное круговое обращение эволюционного импульса вдоль цепи не будет завершено, и полный цикл не будет закончен. Тогда снова хаос — пралая (санскр. — «растворение» мира). Так как этот жизненный импульс (на седьмом и последнем круге от планеты к планете) продвигается вперёд, он оставляет после себя умирающие и — очень скоро — «мёртвые планеты».

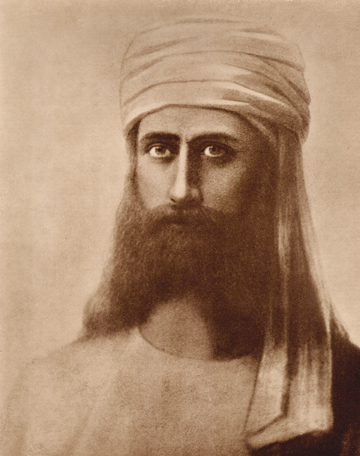
Портрет воображённого Учителя Мориа.
Художник Герман Шмихен, 1884

Махатмы утверждают, что когда человек последнего круга переходит к последующему миру, предыдущий мир со всей его минеральной, растительной и животной жизнью начинает постепенно умирать и с исчезновением последнего микроба затмевается, или, как говорит Е. П. Блаватская, потухает (это малая, или частичная, пралая). Когда же человек-дух достигает последней бусины в цепи и переходит в конечную нирвану, этот последний мир исчезает, или «переходит в субъективность».
По их информации, когда последний цикл, несущий человека, закончится на последней планете, и человечество достигнет в массе своей степени Будды и перейдёт из объективного бытия в состояние нирваны, тогда «пробьёт час», видимое станет невидимым, конкретное возвратится к своему до-цикловому состоянию атомистического разделения. Но мёртвые миры, оставленные позади несущимся вперёд жизненным импульсом, не навсегда останутся мёртвыми. Движение есть вечный закон всего сущего, и сродство, или притяжение, является его спутником во всех проявлениях. Единая жизнь снова соединит атомы и начнёт проявляться на инертной планете, когда наступит срок. Хотя все её силы оставались как бы спящими, но мало-помалу (когда час вновь пробьёт) она соберёт нужное для нового цикла человеческого проявления и даст рождение более высокому типу в моральном и физическом отношении, нежели в предшествующей манвантаре. И её атомы, уже в дифференцированном состоянии, сохранятся так же, как и планеты и всё остальное в процессе образования. Так как развитие планет аналогично человеческой или расовой эволюции, то момент наступления пралаи захватывает серии миров в последовательных стадиях эволюции: каждый достиг известного периода эволюционного развития, каждый останавливается здесь до тех пор, пока внешний импульс следующей манвантары не сдвинет его с этой точки подобно вновь заведённому хронометру.
Махатма Кут Хуми пишет, что существует три вида пралай и манвантар.
1. Вселенская, или Маха, пралая и манвантара.
2. Солнечная пралая и манвантара.
3. Малая пралая и манвантара.
Когда пралая № 1 закончена, начинается Вселенская манвантара. Тогда вся Вселенная должна эволюционировать заново. Когда наступает пралая солнечной системы, она касается лишь этой солнечной системы. Одна солнечная пралая равна семи малым пралаям. Малые пралаи № 3 касаются лишь небольшой цепи планет, населённых и не населённых человеком. Кроме этого, в малой пралае существует ещё условие планетного покоя, или, как говорят астрономы, «смерть» — подобно нашей теперешней Луне, где скалистое основание планеты существует, но жизненный импульс покинул её. Например, наша Земля принадлежит к группе семи планет или населённых человеком миров, более или менее, эллиптически расположенных. Земля находится в самой низкой точке эволюции. После каждой солнечной пралаи происходит полное уничтожение нашей системы и её абсолютное, объективное преобразование, каждый раз всё более совершенное, нежели предшествующее.
В одном из писем Кут Хуми обращает внимание Синнетта на такой факт:

«Пожалуйста, запомните, что когда я говорю „человек“, я подразумеваю человеческое существо нашего типа. Существуют другие (и бесчисленные) манвантарические цепи планет, носящие на себе разумных существ и внутри, и вне нашей солнечной системы, некоторые — физически и интеллектуально ниже, другие — неизмеримо выше, чем человек нашей цепи. Но, кроме упоминания, о них мы сейчас говорить не будем».
— Из Письма К.Х. (Letter № XVIII).

### О коренных расах человечества
Махатма Кут Хуми сообщил, что собственным домом Четвёртой коренной расы, непосредственно предшествовавшей нашей, был континент, некоторые воспоминания о котором сохранились даже в экзотерической литературе — это исчезнувшая Атлантида. Однако на самом деле огромный остров, разрушение которого описал Платон, был всего лишь последним осколком древнего континента. Синнетту сообщили, что в эпоху эоцена, уже в самом её начале, великий цикл Четвёртой человеческой расы (атлантской) достиг своей наивысшей точки, и великий континент — предшественник едва ли не всех современных континентов — начал проявлять первые признаки погружения. Этот процесс завершился только 11446 лет назад, когда последний остров, который в переводе его названия с туземного языка можно с полным правом называть Посейдонисом, в результате катастрофы ушёл под воду.
Махатма пишет, что Лемурия отличается от Атлантиды так же, как Европа отличается от Америки, и потому смешивать их не следует. Оба континента утонули и исчезли с лица Земли, вместе со своими высокоразвитыми цивилизациями и «богами»; однако эти две катастрофы разделяет эпоха протяжённостью в 700 000 лет: примерно такой срок отделяет расцвет и гибель Лемурии от начала эоцена, поскольку лемурийская раса была только третьей. Реликтами этого некогда великого народа являются некоторые плоскоголовые аборигены Австралии.
Он считает, что наиболее продвинутый (в духовном плане) из ныне живущих на Земле народов принадлежит к первой подрасе Пятой коренной расы; это — азиатские арии. А раса, наиболее совершенная в плане физического интеллекта, самая молодая подраса Пятой расы — это европейцы. Большинство же человечества принадлежит к седьмой подрасе Четвёртой коренной расы — это китайцы и их отпрыски и ответвления (малайцы, монголы, тибетцы, яванцы и т. д.) с остатками других подрас Четвёртой расы и седьмой подрасы Третьей расы.
Синнетт спрашивал, можно ли считать, что катаклизм, уничтоживший Атлантиду, имеет законное место в эволюции, соответствуя для расы тому, чем является обскурация (затемнение) для планеты. Махатма Кут Хуми ответил, что в эволюции кругов всё происходит в положенное время и в положенном месте; иначе даже лучший видящий не смог бы рассчитать точный день и час того или иного великого или малого катаклизма. Всё, что мог бы сделать адепт, это предсказать приблизительное время, тогда как на самом деле события, влекущие за собою великие геологические изменения, можно предвещать с математической точностью — так же, как, например, затмения и прочие явления, касающиеся обращения космических тел. Погружение Атлантиды (группы континентов и островов) началось в период миоцена (точно так же постепенно погружаются некоторые современные континенты, что уже замечено) и достигло кульминационной точки тогда, когда окончательно исчез крупнейший континент (событие, совпавшее по времени с подъёмом Альп), а затем — когда перестал существовать последний значительный остров, описанный в своё время Платоном. Египетские жрецы из Саиса говорили Солону, что Атлантида (то есть, единственный оставшийся от неё крупный остров) погибла за 9000 лет до их времени. И это не придуманная дата, так как они бережно сохраняли свои хроники на протяжении тысячелетий.
Кут Хуми сообщил, что приближение каждого нового затемнения всегда возвещается катаклизмами, связанными с огнём или водой. Но помимо этого, история каждой коренной расы как бы делится надвое ещё одной из таких катастроф. Так, достигнув вершины своей славы и величия, цивилизация Четвёртой расы — атлантской — была разрушена водою. Со временем и европейцы станут такими же, как атланты, потому что закон циклов един для всех и неизменен. Когда Пятая раса достигнет зенита своей физической интеллектуальности и наивысшего уровня своей цивилизации (всегда необходимо помнить разницу между материальным и духовным уровнями), дальнейшее её развитие в рамках этого цикла станет уже невозможно. Её продвижение в сторону абсолютного зла будет остановлено (точно так же, как было остановлено продвижение к нему её предшественников — лемурийцев и атлантов, людей Третьей и Четвёртой рас) одним из таких великих катаклизмов, тогда её великая цивилизация будет разрушена, а все подрасы этой расы пойдут по нисходящей линии своих циклов, пережив лишь кратковременный период славы и учёности. Можно посмотреть на остатки атлантов — древних греков и римлян (нынешние принадлежат уже к Пятой расе) — и вспомнить, какими блистательными, но недолгими и непрочными были их слава и могущество, ибо они были только ответвлениями семи подрас коренной расы. Единый закон не позволяет ни одной материнской расе, равно как и ни одной из её подрас или ответвлений, присваивать себе прерогативы расы или подрасы, которая должна прийти им на смену, и уж тем более — посягать на знания и силы, припасённые для той расы, которая за ней последует.

### О тайне жизни
По этому поводу Кут Хуми пишет, что жизнь есть величайшая проблема в пределах человеческого круга познания, тайна, которую даже наиболее продвинутые из современных учёных никогда не раскроют. Чтобы правильно понять жизнь, нужно изучать её во всех непрерывных сериях проявлений, иначе её никогда не удастся, не только исследовать, но даже понять простейшей её формы — жизни как состояния бытия на этой Земле. Её невозможно постичь до тех пор, пока она изучается отдельно, в стороне от мировой жизни. Чтобы разрешить эту великую проблему, необходимо стать оккультистом, анализировать и экспериментировать с ней лично во всех её фазах: жизнь на Земле, жизнь за границей телесной смерти — минеральная, растительная, животная и духовная, жизнь в сочетании с конкретной материей, а также заключающаяся в невесомом атоме. Кут Хуми продолжает:

«Пусть они постараются исследовать или проанализировать жизнь отдельно от организма, и что останется от неё? Просто вид движения. И если не будет принята наша доктрина о всепроникающей, бесконечной и вездесущей жизни, хотя бы только как гипотеза, чуть более разумная, нежели их научные гипотезы, которые все сплошь абсурдны, то эта проблема останется не разрешённой. Они возразят? Прекрасно, ответим мы им, употребив их же собственное оружие. Мы скажем, что доказано и всегда можно будет доказать, что если движение всепроникающее, всенаполняющее, и абсолютный покой немыслим, то под каким бы видом или формой движение ни проявлялось, будь то свет, тепло, магнетизм, химическое сродство или электричество — всё это лишь фазы одной и той же мировой всемогущей силы, Протея, которому они поклоняются как великому Неизвестному и которую мы просто именуем Единой Жизнью, Единым Законом, Единым Элементом. Величайшие и учёнейшие умы на Земле настойчиво устремлялись вперёд к разрешению этой тайны, не оставляя неисследованной ни одной боковой тропинки, ни одной потерянной либо слабой нити в этом темнейшем из лабиринтов. И все пришли к тому же самому заключению оккультистов, но изложенному лишь частично, а именно, что жизнь в её конкретном проявлении есть законный результат и следствие химического сродства. Что же касается жизни в абстрактном смысле — жизни чистой и простой, то о ней они и сейчас знают не более, чем знали при основании Королевского Общества. Им известно только, что организмы, лишённые жизни, в определённых растворах будут проявлять её признаки (вопреки представлениям Пастера с его библейской набожностью), благодаря определённому химическому составу таких субстанций».
— Из Письма К.Х., ответ 6. (Letter № XXIIIB).

### О посмертных состояниях
Кут Хуми пишет, что после смерти добрые и чистые спят спокойным блаженным сном, полным счастливых видений земной жизни, и не сознают, что они уже навсегда вне этой жизни. Те, кто ни хороши, ни плохи, спят спокойным сном без сновидений, тогда как безнравственные пропорционально своей порочности терпят угрызения совести в кошмаре, длящемся годами: их мысли становятся живыми сущностями, их порочные страсти — реальной субстанцией, и они получают обратно на свою голову всё то зло, которое они причиняли другим. Действительность и факт, если их описать, дали бы гораздо более страшный ад, нежели Данте мог вообразить.
Он утверждает, что все, кто не погряз в трясине неискупимых грехов и животности, идут в дэвачан.

Они должны будут заплатить за все свои грехи, вольные и невольные, позднее. Пока же они вознаграждаются, пожинают следствия причин, порождённых ими.
Конечно, это состояние, так сказать, интенсивного эгоизма, когда Эго пожинает награду за своё бескорыстие на земле. Оно совершенно погружено в блаженство всех своих личных земных привязанностей, предпочтений и мыслей и собирает здесь плоды своих достойных действий. Никакая боль, печаль, ни даже тень горя не омрачает светлый горизонт его чистой радости, ибо это состояние вечной «Майи»… Так как сознательное ощущение своей личности на земле есть лишь мимолётный сон, это чувство будет также подобным сну и в дэвачане, только во сто крат сильнее, тем более потому, что счастливое Эго не в состоянии видеть сквозь завесу зло, горе и бедствие, которые могут испытывать на земле те, кого оно любило. Оно живёт в сладком сне с теми, кого любило, ушедшими ранее или всё ещё живущими на земле. Эго видит их около себя такими же счастливыми, невинными и полными блаженства, как и сам развоплощённый сновидец. Тем не менее, за исключением редких видений, обитатели нашей грубой планеты не ощущают этого.
Оригинальный текст (англ.)They will have to pay for their sins, voluntary and involuntary, later on. Meanwhile, they are rewarded; receive the effects of the causes produced by them.
Of course it is a state, one, so to say, of intense selfishness, during which an Ego reaps the reward of his unselfishness on earth. He is completely engrossed in the bliss of all his personal earthly affections, preferences and thoughts, and gathers in the fruit of his meritorious actions. No pain, no grief nor even the shadow of a sorrow comes to darken the bright horizon of his unalloyed happiness: for, it is a state of perpetual "Maya"... Since the conscious perception of one's personality on earth is but an evanescent dream that sense will be equally that of a dream in the Deva-Chan — only a hundred fold intensified. So much so, indeed, that the happy Ego is unable to see through the veil, the evils, sorrows and woes to which those it loved on earth may be subjected to. It lives in that sweet dream with its loved ones — whether gone before, or yet remaining on earth; it has them near itself, as happy, as blissful and as innocent as the disembodied dreamer himself; and yet, apart from rare visions, the denizens of our gross planet feel it not.— Из Письма К.Х. (Letter № XVI).
Махатма пишет, что, как и в земной жизни, так и в дэвачане для Эго существует первый трепет психической жизни, достижение возмужалости, постепенное истощение сил, переходящее в полубессознательное состояние, постепенное забвение и летаргию, и — не смерть, но рождение, рождение в другую личность и возобновление деятельности, которая день за днём порождает новые скопления причин, которые должны быть изжиты в другом периоде дэвачана и снова в другом физическом рождении в качестве новой личности. Карма определяет, какими будут в каждом случае соответствующие жизни в дэвачане и на Земле, и этот тягостный круг рождений нужно пробегать до тех пор, пока существо не достигнет конца седьмого круга или не приобретёт в промежутке мудрость архата, затем просветление Будды, и таким образом не получит освобождение на круг или два, научившись разрывать кажущиеся неразрываемыми круги и переходить в паранирвану.

## Издания и переводы
В 1939 году рукописи «Писем Махатм» были переданы в библиотеку Британского музея в Лондоне, где они и находятся до настоящего времени. В 1952 году их перевели в формат микрофильмов и направили в наиболее крупные библиотеки мира[значимость факта?].

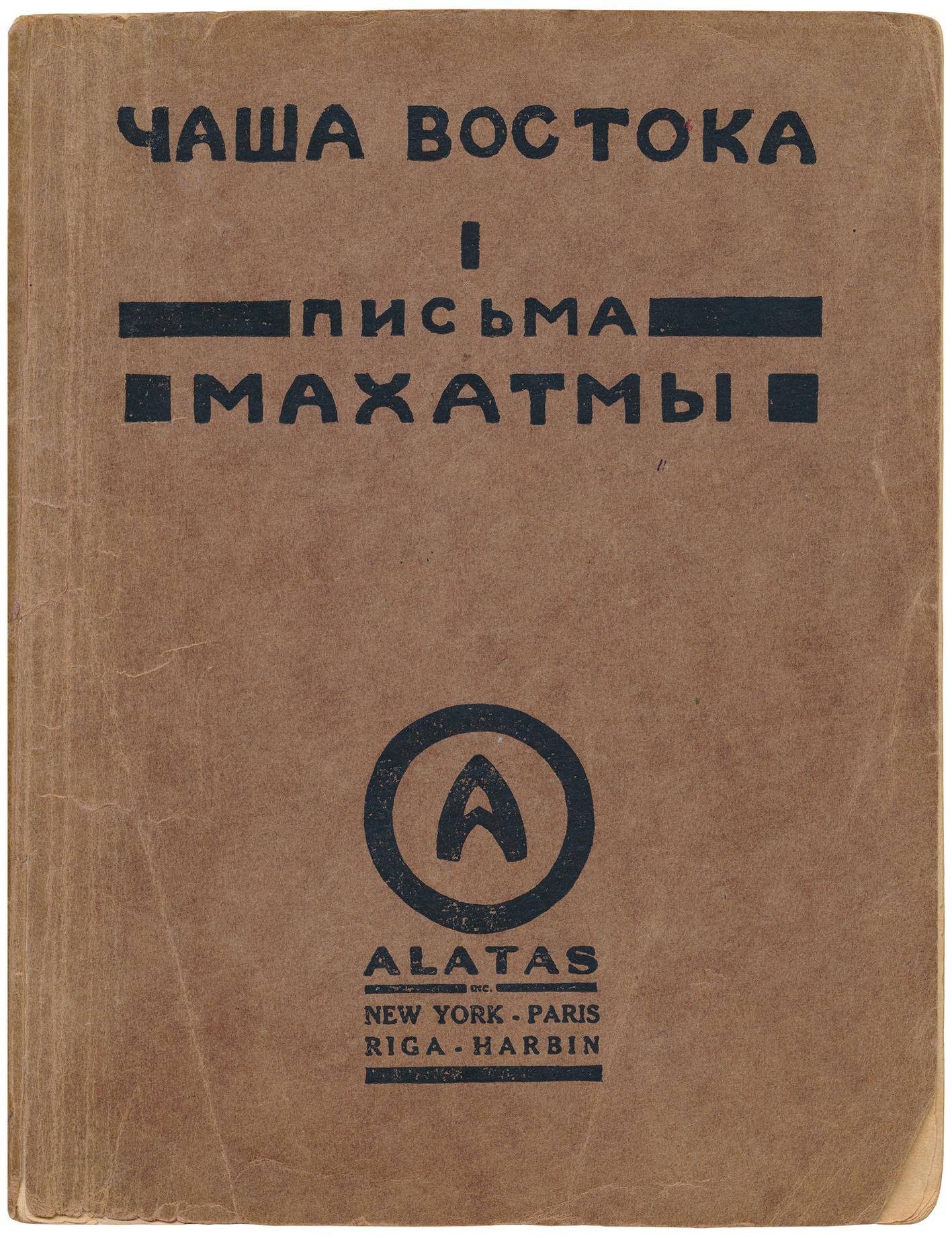
Чаша Востока. I. Письма Махатмы. Перевод Искандер Ханум (Е. И. Рерих). Нью-Йорк, Париж, Рига, Харбин. Алатас, 1925

Отдельные главы «Писем» были переведены на русский язык Еленой Рерих и изданы под заголовком «Чаша Востока» в 1925 году в Риге. Полное издание «Писем Махатм» в России было осуществлено в 1993 году.

## Исследование оригиналов писем
По мнению большинства учёных, махатмы Блаватской в реальности никогда не существовали как высокоразвитые существа, обладающие сверхъестественными способностями, в том числе умением передавать информацию «оккультным путём», неизвестным современной науке. С их точки зрения письма махатм были сфабрикованы самой Блаватской и членами её ближайшего окружения. Эта точка зрения подвергается критике со стороны сторонников теософии, убеждённых в реальности существования махатм и не сомневающихся в авторстве их писем.
Парапсихолог Вернон Харрисон, британский специалист по исследованию и выявлению подделок документов, изучил письма махатм в автографах, хранящихся в Британской Библиотеке (доп. MSS 45284, 45285 и 45286), и также в их репродукциях, изготовленных в форме комплекта из 1323-х цветных слайдов. В список документов, исследованных Харрисоном, вошли письма от следующих авторов: «К. Х.» (сто восемь); «М.» (двадцать шесть); Елены Блаватской (девять); Субба Роу (три, одно с добавленными комментариями «К. Х.»); А. О. Хьюма (два); А. П. Синнетта (два); «Лишённого наследства» (одно); Стейнтона Мозеса (одно) и Дамодара (одно). Харрисон обнаружил «необъяснимые», по его мнению, особенности писем махатм, а именно:

«Незначительное проникновение чернил, даже когда использовалась тонкая (рисовая) бумага; необъяснимые особенности стираний, сделанных, по-видимому, радикальным образом, но всё же без окрашивания или выкрашивания бумаги; варьирование некоторых (но не всех) букв; и (время от времени) чрезмерно растянутые поперечные линии букв t. Эти особенности позволяют предположить, что документы, хранящиеся в Британской Библиотеке, могут быть копиями, сделанными с использованием некоего неизвестного процесса воспроизведения оригиналов (by some unknown FAX process), которыми мы не обладаем».
Сторонник теософии Джеффри Барборка в 1973 году писал, что письма махатм были осаждены на бумагу, а не написаны от руки, так как в результате их исследования установлено, что каждая буква демонстрирует «попеременно-зернистый» эффект (так был назван результат такого типа осаждения), особенно заметный на подчёркиваниях и перекладинах букв t. Исследование под увеличительным стеклом ясно показывает маленькие горизонтальные линии, или чёрточки, образующие каждую букву. По его мнению, ручкой и чернилами добиться написания такого типа невозможно.
Российский индолог доктор филологических наук А. Н. Сенкевич в описании посланий Кут Хуми констатировал:

Его английский оставлял желать лучшего. Его латынь изобиловала грубыми ошибками, зато французским языком он владел свободно… Его письма написаны на странном, специфическом английском языке, как будто их переводили с французского, к тому же в них встречаются словечки и обороты из американского жаргона. Махатма Кут Хуми был начитан в западной литературе, сведущ в науках, его коньком была философия. Он почти без ошибок цитировал Шекспира, не так точно — Свифта и совсем небрежно — Теккерея, Теннисона и Диккенса.
Исследования тибетской лексики, употреблённой в «Письмах махатм», показали, что автор этих писем обладал чрезвычайно слабым знанием тибетского языка вплоть до того, что не разбирался в базовых принципах тибетской письменности. Все тибетские термины и топонимы были заимствованы им из публикаций о Тибете, вышедших ранее в Европе, преимущественно — на английском языке и за один-два года до момента написания того или иного письма. Ряд заимствований был сделан с воспроизведением характерных ошибок и неточностей, присутствовавших в оригинале. То же самое касается подлинных цитат из буддийской литературы, приводимых в «Письмах», которые все до одной восходят к переводам современных Блаватской европейских буддологов. Никаких подлинных сведений о религии и культуре Тибета, которые бы до того уже не фигурировали в опубликованной в Европе и Британской Индии литературе, в «Письмах» не выявлено.

## Критика

### Отчёт Ходжсона
В 1884 году в Обществе психических исследований (ОПИ) был создан комитет для исследования феноменов, связанных с Теософским Обществом, в особенности касающихся Е. П. Блаватской и писем махатм. Ричард Ходжсон, член ОПИ, занимавшийся исследованием паранормальных феноменов, был послан в Индию. Его задача состояла в том, чтобы исследовать, был ли способ пересылки писем махатм подлинным паранормальным феноменом. Ещё до официальной публикации результатов своего расследования Ходжсон опубликовал в мельбурнской газете «The Age» в сентябре 1885 года статью под названием «Теософское общество: интриги русских или религиозная эволюция?». По его мнению, в основе «сложнейшей системы мошенничества, разработанной Блаватской при помощи Куломбов и других сообщников», лежат политические интересы России. Относительно же писем махатм он сообщил следующее:

Когда я находился в Индии, мне была предоставлена возможность провести свою собственную экспертизу различных документов махатм, и после непродолжительного сравнения их с почерком мадам Блаватской, у меня не осталось ни малейшего сомнения, что все документы, которые мне было позволено исследовать, за исключением одного, были написаны мадам Блаватской. Этот документ, оказавшийся единственным исключением, по моему мнению, был написан, бесспорно, м-ром Дамодаром, одним из её сообщников; именно этот документ, по словам мадам Куломб, она видела в процессе изготовления м-ром Дамодаром, когда заглянула через отверстие — сделанное, очевидно, в целях подглядывания — в деревянной перегородке, отделяющей комнату м-ра Дамодара от лестницы. Дальнейшие расследования, относящиеся к писанию «махатм», должны быть проведены профессиональными экспертами по почерку в Лондоне. Я могу упомянуть, однако, что некоторые образчики писания К. Х. были предоставлены для экспертизы м-ром Синнеттом; письма К. Х., принадлежащие м-ру Синнетту особенно важны, потому что на них, по его собственному признанию, основан «Эзотерический буддизм» с его глобальными претензиями; и м-р Нетерклифт, эксперт по почерку, уверенно высказал своё мнение, что документы К. Х., предоставленные м-ром Синнеттом, были написаны, несомненно, мадам Блаватской. На какое расстояние письма К. Х., полученные м-ром Синнеттом, передавались мозгом мадам Блаватской, насколько далеко заходила в их изготовлении помощь её сообщников, какая часть из их содержания незаконно заимствовалось у других авторов — это вопросы, непосредственно касающиеся интеллектуальных способностей мадам Блаватской, но которые выходят за рамки данного краткого конспекта.
Оригинальный текст (англ.)I was enabled while in India to secure various Mahatma documents for my own examination, and after a minute and prolonged comparison of these with Madame Blavatsky's handwriting, I have not the slightest doubt that all the documents which I thus had the opportunity of examining were, with the exception of one, written by Madame Blavatsky. The one exception, in my opinion, was unquestionably written by Mr. Damodar, one of her confederates; it is a document which Madame Coulomb asserts she saw being prepared by Mr. Damodar when she peeped through a hole — apparently made for spying purposes — in the wooden partition separating Mr. Damodar's room from the staircase. Further inquiries concerning the "Mahatma" writing remain to be made from professional calligraphic experts in London. I may allude, however, to some specimens of the K.H. writing furnished by Mr. Sinnett for examination; the K.H. writing possessed by Mr. Sinnett is particularly important, because it is upon this that "Esoteric Buddhism," with its large claims, is confessedly founded; and Mr. Netherclift, the calligraphic expert, has confidently expressed his opinion that the K.H. documents thus coming from Mr. Sinnett were undoubtedly written by Madame Blavatsky. How far the K.H. letters received by Mr. Sinnett emanated from the brain of Madame Blavatsky, how far she was assisted in their production by confederates, how much of their substance was plagiarized from other writers, are questions which closely concern the intellectual ability of Madame Blavatsky, and which lie somewhat outside the present brief sketch.

### Критика отчёта
Отчёт Ходжсона имел разрушительное влияние на теософское движение. С момента его опубликования и до настоящего времени приверженцы теософии публикуют критические материалы, где порицают Ходжсона за приписываемую ему персональную неполноценность как исследователя, за его несочувствующий подход к расследованию и за практически каждый его вывод.
После смерти Елены Блаватской Ходжсон опубликовал статью «Защита теософистов» (англ. The Defence of the Theosophists), где прямо противостоял критике теософов (Безант, Джаджа, Олкотта и других), систематически одно за другим опровергая их возражения и отмечая лично-заинтересованную точку зрения, которую они желали навязать в отношении его расследования. В этой статье Ходжсон утверждал, что старался быть объективным насколько возможно, и что пришёл к своим заключениям вынужденно, благодаря огромной массе уличающих доказательств. Он обобщил свои выводы в четырёх пунктах. Во-первых, основные свидетельства о существовании оккультного Братства адептов появились благодаря Блаватской и её единомышленникам. Ходжсон пришёл к заключению, что они сознательно делали ложные заявления в своих свидетельствах. Во-вторых, почерк писем, приписываемых махатмам, принадлежит Блаватской и подражавшему ей Дамодару К. Маваланкару. В третьих, его индийское расследование не может представить доказательства существования подлинных оккультных феноменов, поскольку у многих из свидетелей были выявлены недостоверные воспоминания, и их доказательства не были достаточно строгими чтобы учитывать потенциальный обман. У некоторых свидетелей были обнаружены искажения фактов, попытки ввести в заблуждение и обмануть. В-четвёртых, не только недостаток свидетельств, но и его собственное расследование привели к заключению, что рассматриваемые явления распространялись мошенническим путём.
Представители Общества психических исследований (ОПИ), организации дружественной для Теософского общества, неоднократно выступали с негативной оценкой расследования Ходжсона. Так, в 1963 году ОПИ публиковало статью Уолтера Кэрритерса-младшего с резкой критикой. Одним из наиболее известных критиков отчёта Ходжсона второй половины XX века был парапсихолог Вернон Харрисон, член Общества психических исследований (ОПИ), специалист по изучению и выявлению подделок документов, в 1986 году опубликовавший статью «J’Accuse: An Examination of the Hodgson Report of 1885» как результат своей многолетней исследовательской работы. Согласно результатам исследования Харрисона, Отчёт Ходжсона — «не профессиональная работа», он «крайне ошибочен и ненадёжен», и «должен восприниматься с большой осторожностью, если не игнорироваться» вообще.
После исследования Харрисона ОПИ в 1986 году выпустило пресс-коммюнике, в котором сообщалось, что «„разоблачение“ мадам Е. П. Блаватской, оккультистки русского происхождения, с которым ОПИ выступило в 1885 году, вызывает самые серьёзные сомнения в связи с публикацией в журнале ОПИ (1986, апрель, том 53) убедительной критики отчёта 1885 года». ОПИ заявило, что оно в целом не несёт ответственность за обвинения Блаватской, за это отвечал только комитет ОПИ по расследованию, также как заключение Харрисона представляет лишь его личное мнение.
27 февраля 1997 года Харрисон дал показание под присягой, в котором повторил основные пункты своего исследования Отчёта Ходжсона, а также писем махатм, хранящихся в Британской Библиотеке.
Харрисон напомнил также об ответственности за некачественный отчёт не только Ходжсона, но и всего комитета ОПИ:

«Отчёт Ходжсона — документ в высшей степени предвзятый и никоим образом не может претендовать на научную беспристрастность. Он напоминает речь обвинителя, который, не колеблясь, отбирает только те аргументы, которые отвечают его целям, отметая всё, что противоречит его тезисам, не обращая внимания на доводы адвокатов… Я не могу снять бремя вины за публикацию этого никуда не годного отчёта с комитета ОПИ. Эти люди, видимо, лишь механически утвердили выводы Ходжсона; не было никаких серьёзных попыток проверить его изыскания или хотя бы критически прочесть его отчёт. Если бы они сделали это, то его ошибки в процедуре расследования, непоследовательность, ошибочный ход рассуждений и предвзятость, а также враждебность по отношению к объекту расследования и презрение к „туземным“ и другим свидетелям стали бы очевидны, и дело было бы возвращено на доработку. Мадам Е. П. Блаватская была самым выдающимся оккультистом, когда-либо появлявшимся для исследования перед ОПИ, и такая великолепная возможность была необратимо упущена».— Из книги H. P. Blavatsky and the SPR
Отвечая на критику, Харрисон признавал, что отчёт Ходжсона не потерял своей большой значимости в наши дни и что многие составители энциклопедий и словарей воспринимают его как последнее слово о Блаватской.

## Комментарии
1. ↑  «65 editions published between 1923 and 2003 in 3 languages and held by 293 WorldCat member libraries worldwide». // WorldCat identities.
2. ↑  «A. Trevor Barker had published the collection of The Mahatma Letters to A. P. Sinnett in 1923, much to the horror of Theosophists who, as anxious as they were to have access to these documents, considered them too sacred to be made available to the public at large».[1]
3. ↑  За десять лет до переписки Синнетта письмо от махатм было получено в Одессе близкой родственницей Блаватской. А. Н. Сенкевич писал: «Надежда Фадеева подтвердила в письменной форме получение ею в 1870 году в Одессе послания от махатмы Кут Хуми».[2]
4. ↑  Гудрик-Кларк писал, что «концепция Учителей» представляет собой идею розенкрейцеров о «невидимых и тайных адептах», работающих для прогресса человечества.[3]
Также Г. Тиллетт писал: «Концепция Учителей, или махатм, представленная Блаватской, является сплавом западных и восточных идей; по её словам, местонахождение большинства из них связано с Индией или Тибетом. И она, и полковник Олкотт утверждали, что видели махатм и общались с ними. В западном же оккультизме идея „сверхчеловека“ была связана, в частности, с братствами, основанными Мартинесом де Паскуалли и Луи-Клодом де Сен-Мартеном».[4] См. также: Разоблачённая Изида#Невидимые соавторы (информация из «Британники»).
5. ↑  «The originals of the Mahatma letters are deposited in the Manuscripts Department of the British Library in London».[6]
6. ↑  Также см.[8]

Однако следует заметить, что несколько ранее А. И. Андреев писал, что  исследование  С. Грофом случаев мистического «расширения сознания» и «переживания встреч со сверхчеловеческими духовными сущностями», от которых человек получал «послания, информацию и объяснения по разным экстрасенсорным каналам», могут дать ключ к разгадке феномена теософских «махатм» —  «духовных гидов с более высокого плана сознания». (См. Андреев А. И. Оккультист Страны Советов. М.: 2004).
7. ↑  По словам Джонсона, он был «весьма ортодоксальным теософом в течение десяти лет» и опубликовал тогда более двух десятков статей в различных теософских журналах. См.:
Johnson K. P. Research That is Destructive of Belief Systems. 1994
Johnson K. P. Seeing Auras. 1995
8. ↑  Д-р Элвин Кун писал:  «У м-ра Синнетта было множество возможностей, предоставленных ему при различных обстоятельствах, чтобы убедиться, что мадам Блаватская не сочиняла сама письма от имени махатм. Часто приходили ответы, содержащие специфические намёки на конкретные детали его официальных писем, которые не были известны Блаватской. Приходили также письма, когда она была за сотни миль от него. Он нередко находил ответы в запертом ящике своего стола, иногда в своём собственном письме, которое до него никто не распечатывал. Иногда ответ махатмы падал сверху на его рабочий стол в то время, когда он смотрел на него».[10]
9. ↑  «The popular view of these letters was that they had been sent in the normal manner, having been written by Masters, or had somehow been precipitated supernaturally by the Masters, in much the same manner as the original letters to Leadbeater. Others, more critically, said that HPB had forged them, or procured them to be forged… Leadbeater himself did not believe that the "Mahatma letters" were written by the Masters directly».[11]
10. ↑  «His suggestion to K.H. in that first letter was that the Mahatma should use his superior power to reproduce in far-off India, on the same morning on which it issued from the press, a full copy of the London Times».[13]
11. ↑  «The test of the London newspaper, he wrote, was inadmissible precisely because "it would close the mouths of the sceptics"».[13]
12. ↑  «The result would thus be disastrous for both science and faith».[14]
13. ↑  «Received through Mad. B. About February 20th, 1881».
14. ↑  «Учителя, о которых мы узнали из теософии, — это просто учащиеся старших классов в школе жизни. Они — члены нашей собственной эволюционной группы, а не пришельцы из небесных сфер. Они, действительно, супермены, но всего лишь в области знания законов жизни и по части мастерства в использовании своих сил, к чему мы пока только стремимся».[16]
15. ↑  «Hermann Schmiechen was a German painter living in London who had joined the Theosophical Society. He agreed to take part in a „psychical experiment“ to see if images could be transferred
to his mind from those who had seen the Masters»[18].
«Хорошо разглядев эти портреты, я нашёл в них много недостатков в художественном отношении; но живость их была значительна, и глаза двух таинственных незнакомцев глядели прямо на зрителя, губы чуть что не шевелились... Шмихен изобразил двух молодых красавцев. Махатма Кут Хуми, одетый во что-то грациозное, отороченное мехом, имел лицо нежное, почти женственное и глядел ласково прелестными светлыми глазами. Но стоило взглянуть на „хозяина“ [Блаватской] — и Кут Хуми, со всей своей нежной красотой, сразу забывался. Огненные чёрные глаза великолепного Мории строго и глубоко впивались в вас и от них нельзя было оторваться».[19]
16. ↑  В. А. Трефилов[англ.] писал: «Перевоплощения планетарной цепи, или её манвантары, также делятся на семь ступеней».[20]
17. ↑  «All worlds pass through seven great periods of manifestations called Rounds… In each of these rounds, periods of incalculable duration, there are seven great root-races».[21]
18. ↑  См. комментарий 15.
19. ↑  Теософская концепция эволюции предполагает развитие человечества до практически безграничного духовного раскрытия по примеру таких фигур, как Будда, Христос и других, подобных им идеалов человеческого устремления.[22]
20. ↑  Из Письма М. (Letter № XII).
21. ↑  Из Письма К.Х. (Letter № XV).
22. ↑  Из Письма К.Х., ответ 3. (Letter № XXIIIB).
23. ↑  Из Письма К.Х., ответы 4 и 5. (Letter № XXIIIB).
24. ↑  В. А. Трефилов писал: «Жизнь есть способ самореализации Логоса, процесс эволюции частиц его жизни —  монад».[23]
25. ↑  В. А. Трефилов писал: «Главная разница между теософической наукой и обычной современной наукой видится в том, что последняя имеет дело лишь с обрывками целого — с физическими явлениями этого и других миров, с тем, что может быть проведено через физический
мозг человека и его чувства».[24]
26. ↑  Из Письма К.Х. (Letter № XIX).
27. ↑  «The trinity of mind, soul and spirit, when freed from the trammels of a mortal garment, passes through certain states of consciousness until it reaches the condition called heaven (devachan), where it enjoys a period of bliss and rest proportionate to its good thoughts and ideals while on earth».[21]
28. ↑  В. А. Трефилов писал, что здесь «всё ценное, что было пережито в земной жизни, перерабатывается в умственные и нравственные качества и силы, которые человек понесёт с собой в следующее воплощение».[25]
29. ↑  «Одним из основных компонентов теософии является учение о перевоплощении — процессе, охватывающем как эволюцию Вселенной в целом, так и эволюцию человека».[23]
30. ↑  Из Письма К.Х. (Letter № XXV).
31. ↑  Член ОПИ В. Харрисон (1912—2001) был также сооснователем ASSAP[англ.]
32. ↑  «Damodar K. Mavalankar (1857—?) was a Brahmin who served the TS as Recording Secretary 1882-5 and as Treasurer 1883. He claimed to have visited his Master’s ashram in 1883 to undergo training, and a number of phenomena were said to have occurred in his presence. He left Adyar in February, 1885, at the instruction of his Master to travel to Tibet; he was never seen again and a number of stories circulated about his ultimate fate. Cf. Eek, 1965; Eek, 1940; Meade, 1980:207, 342».[30]
33. ↑  Тиллетт писал, что, по мнению Ледбитера, письма Синнетту и Хьюму не были написаны или продиктованы самими махатмами, как это предполагали многие теософы, но «были работой учеников, выполняющих общие указания, данные им Учителями, что является совсем другой вещью».[32]
34. ↑  «K.H., we are told, always used blue ink or blue pencil, while the epistles from M. always came in red. Specimens of the two handwritings are given in the frontispiece of the Mahatma Letters. The art of occult precipitation appears still more marvelous when we are told by Madame Blavatsky that the Adept did not attend to the actual precipitation himself but delegated it to one of his distant chelas, who caught his Master's thought-forms in the Astral Light and set them down by the chemical process which he had been taught to employ».[34]
35. ↑  См. также комментарий к иллюстрации, представляющей собой увеличенную репродукцию фрагмента письма махатмы К. Х.: «На фотографии отчётливо видны характерные детали изображения, получающегося при способе осаждения: написанный текст словно составлен из диагональных чёрточек». Без автора. Письма Махатм = The Mahatma Letters to A.P. Sinnett from the Mahatmas M. & K.H / Анонимный  перевод в редакции Н.  Ковалёвой. — М.: Эксмо, 2012. — С. 448. — 896 с. — (Золотой фонд эзотерики). — 3000 экз. — ISBN 978-5-699-26820-7.
36. ↑  Он имел определённое представление и о русской литературе, поскольку написал Синнетту о своём предложении редактору «The Theosophist»: «The suggestion to translate the Grand Inquisitor is mine; for its author, on whom the hand of Death was already pressing when writing it, gave the most forcible and true description of the Society of Jesus than was ever given before. There is a mighty lesson contained in it for many» (Letter № XXVII). Совет махатмы был принят Блаватской к исполнению (сноска на стр. 373 третьего тома «Тайной доктрины»: «См. выдержку в „The Theosophist“ из знаменитого романа Достоевского — отрывок под заглавием „Великий Инквизитор“)».
Религиовед Брендан Френч писал: «Я исследовал влияние русского православия и язычества на представление Блаватской о старчестве, и обратил особое внимание на её прочтение Достоевского (конечно, перевод на английский отрывка из „Братьев Карамазовых“ был её первым опытом). Моё утверждение отчасти окажется неприемлемым для некоторых теософов, но я полагаю, что на то, как Блаватская обрисовала Учителей, частично оказало влияние православное монашество (особенно русский исихазм и коптские пахомианские общины). Тот, кто провёл какое-то время в монастыре со старшим монахом, будет воспринимать после этого «Письма Махатм» совершенно в ином свете».[35]
Следует заметить: Е. А. Торчинов писал, что Ф. М. Достоевский в «Братьях Карамазовых» изложил принципы старчества как формы русского исихазма.[36]
37. ↑  «Dr. Richard Hodgson (1855—1905) was an Australian who undertook legal studies at Cambridge and became an active member of and investigator for the Society for Psychical Research. Cf. Fodor, 1966:169-711; Eek, 612-26 and A.T. Baird, Richard Hodgson. The Story of a Psychical Researcher and His Times, Psychic Press Ltd, London, 1949».[40]
38. ↑  Д-р Арнольд Калнитски писал: «Блаватская была твёрдо уверена, что она исполняет высокое предназначение, бросая вызов сложившимся представлениям и предлагая эзотерическое видение действительности, основанное на приоритете чистых и бескомпромиссных духовных ценностей и подлинности сверхчувственных и мистических форм знания и опыта. Несмотря на цинизм критиков, Блаватская всё время утверждала, что её побуждения — альтруистические, и что её работа должна принести пользу человечеству».[41]
39. ↑  «Many letters from the Adepts were received in one country when Madame Blavatsky was in another country… Did she have collaborators in her supposed trickery in the various countries where the letters were received?»[42]
40. ↑  «A great point at issue was the comparison of H.P.B.'s handwriting with that of the Mahatma Letters. Two experts, Mr. F.G. Netherclift and Mr. Sims, first testified they were not identical, but later reversed their testimony. Mr. F. W. H. Myers confessed there was entire similarity between the handwriting of the Mahatma Letters and a letter received by Madame Blavatsky's aunt, Madame Fadeef, back in 1870 at Odessa, Russia, from the hand of a Hindu personage who then vanished from before her eyes. (Madame Blavatsky was at some other quarter of the globe at the time.) A distinguished German handwriting expert later declared there was no similarity between H.P.B.'s chirography and those of the Master M and KH».[43]
41. ↑  Мелтон заметил, что ещё в 1963 «ОПИ опубликовало статью Уолтера Кэрритерса-младшего, в которой тот резко критикует Отчёт Ходжсона, обильно цитируя его ошибки и нестыковки».[47]
42. ↑  «Вернон Харрисон, член ОПИ, досконально изучив Отчёт, обоснованно опроверг и обвинения Куломбов, и выводы Ходжсона».[50]
43. ↑  Кроме Ходжсона в комитет ОПИ входили: Эдмунд Герни[англ.], Фредерик Майерс, Франк Подмор[англ.], Генри Сиджвик, Элеонора Сиджвик[англ.] и Дж. Стэк.[52]